# Campionati europei di trampolino elastico 1997
I Campionati europei di trampolino elastico 1997 sono stati la 15ª edizione della competizione organizzata dalla Unione Europea di Ginnastica. Si sono svolti a Eindhoven, nei Paesi Bassi, il 25 ottobre 1997.

## Medagliere
| Posiz. | Nazione     | Oro | Argento | Bronzo | Totale |
| ------ | ----------- | --- | ------- | ------ | ------ |
| 1      | Russia      | 5   | 1       | 1      | 7      |
| 2      | Francia     | 3   | 0       | 1      | 4      |
| 3      | Bulgaria    | 2   | 0       | 0      | 2      |
| 4      | Bielorussia | 1   | 2       | 1      | 4      |
| 5      | Georgia     | 1   | 0       | 0      | 1      |
| 6      | Portogallo  | 0   | 3       | 1      | 4      |
| 7      | Paesi Bassi | 0   | 2       | 0      | 2      |
| 8      | Regno Unito | 0   | 1       | 1      | 2      |
| 9      | Ucraina     | 0   | 0       | 2      | 1      |
| 10     | Spagna      | 0   | 0       | 1      | 1      |
| 10     | Svezia      | 0   | 0       | 1      | 1      |
| 10     | Germania    | 0   | 0       | 1      | 1      |
| Totale | Totale      | 12  | 9       | 10     | 31     |

## Podi

### Uomini
| Evento                | Oro                                  | Argento                                          | Bronzo                                    |
| Trampolino            | David Martin                         | Ruslan Kazhperko                                 | Alexander Rusakov                         |
| Double mini           | Radostin Rachev                      | Hugo Paulo                                       | Jörg Gehrke                               |
| Tumbling              | Oleg Akinichin                       | Non assegnato                                    | Non assegnato                             |
| Sincronizzato         | Francia Emmanuel Durand David Martin | Paesi Bassi Lennart Villafuerte Alan Villafuerte | Svezia Martin Von Stedingk Nisse Melkerud |
| Trampolino a squadre  | Russia                               | Paesi Bassi                                      | Francia                                   |
| Double mini a squadre | Bulgaria                             | Portogallo                                       | Spagna                                    |
| Tumbling a squadre    | Russia                               | Non assegnato                                    | Non assegnato                             |

### Donne
| Evento               | Oro                                      | Argento                                  | Bronzo                                         |
| Trampolino           | Galina Lebedeva                          | Tatiana Kovaleva                         | Oksana Tsyguleva Kirsten Lawton                |
| Double mini          | Marina Murinova                          | Maria Oliveira                           | Marta Ferreira                                 |
| Tumbling             | Chrystel Robert                          | Non assegnato                            | Non assegnato                                  |
| Sincronizzato        | Georgia Anna Dogonadze Rusudan Khoperiya | Regno Unito Kirsten Lawton Claire Wright | Bielorussia Galina Lebedeva Natalia Karpenkova |
| Trampolino a squadre | Russia                                   | Bielorussia                              | Ucraina                                        |